# Анкудинов, Тимофей Дементьевич
Тимофе́й Деме́нтьевич Анкуди́нов (Акинди́нов, по другим данным — Демидович) носивший «полуимя» Тимо́шка Анкуди́нов (не ранее 1617, Вологда — 1654, Москва) — международный авантюрист, поэт и самозванец, выдававший себя за царевича Ивана Шуйского — мифического сына царя Василия IV Шуйского. Несколько лет скитался по Европе, но был схвачен и казнён через четвертование.

## Биография
Уроженец города Вологды, сызмальства отличался выдающимися способностями и был рано отдан в обучение своим отцом, зажиточным стрельцом, торговавшим тканями. Утверждение шлезвиг-гольштейнского дипломата Адама Олеария о том, что его приметил местный архиепископ Нектарий, взяв к себе на службу келейником, богато одарив и даже женив на собственной внучке, следует признать ошибочным, так как указанный Нектарий умер в 1626 году, когда Тимошка был ещё очень мал. Вероятно, Олеарий перепутал Нектария с его преемником Варлаамом, занимавшим свою кафедру до января 1645 года.
Ведя в Вологде разгульную жизнь, Тимошка быстро промотал имущество семьи и вынужден был уехать в столицу, где по протекции своего приятеля по архиепископской канцелярии дьяка Ивана Патрикеева устроился писцом к воеводе князю Я. К. Черкасскому. Служил сначала в московском приказе Новой четверти, где подружился с подьячим Константином Конюховым, затем в других приказах. По свидетельству Олеария, отличался не только воровскими наклонностями, но и был склонен к мужеложству, что послужило одной из причин ссоры с женой.
Запутавшись в делах и будучи вновь уличён в растрате денежных средств, осенью 1643 года сжёг свой дом (вместе с собственной женой, собиравшейся его выдать) и, похитив значительную сумму казённых денег, бежал за границу со своим приятелем Конюховым, выдавшим себя за его слугу. Через Тулу и Новгород-Северский попал в Польшу, где в Кракове получил аудиенцию у Владислава IV Вазы, назвавшись «Иваном Каразейским, воеводой Вологодским и наместником Великопермским». Не получив от осторожного короля ожидаемой помощи, в 1646 году через Галицию, Молдавию и Валахию достиг Константинополя, где нашёл убежище у великого визиря Невесинли Салих-паши, ранее приютившего у себя другого самозванца Ивана Вергунёнка, выдававшего себя за сына Лжедмитрия II и Марины Мнишек. Однако назвавший себя «сыном Василия Шуйского» Анкудинов быстро потерял доверие и здесь, а после настойчивого требования русских послов Телепнева и Кузовлева выдать самозванца он был вовсе удалён от двора, лишившись содержания.
На протяжении нескольких следующих лет (1646—1653) Тимошка ездил по Европе, сначала под именем «князя Великопермского», затем под именем «князя Иоанна Шуйского» (Ioannes Suiensis), всюду рассказывая о своём «происхождении» и прося материальной и политической поддержки. В частности, в 1647 году он оказался в Венеции, в 1648 году в Риме, а в 1649 году на Украине. Отличаясь большой сообразительностью и артистизмом мошенника, Анкудинов ловко вводил в заблуждение многих вельмож и государей, однако, не имея на руках никаких подлинных документов, вскорости лишался с их стороны какой-либо помощи. В разное время ему удалось заручиться поддержкой таких различных и порой откровенно враждебных друг другу людей, как Богдан Хмельницкий, турецкий султан Ибрагим I, шведская королева Кристина, риксканцлер Швеции Аксель Оксеншерна, римский папа Иннокентий X, бывший митрополит Коринфский и Эласонский Иоасаф, не считая польских магнатов и представителей сербского духовенства. Предлагая им в случае поддержки своего воцарения на Москве различные территориальные и иные уступки, он издавал собственные указы, для которых изобрёл особый формуляр и печать.
Во время своих странствий Тимошка даже принял ислам или иудаизм (впоследствии обнаружилось, что он был обрезан), в Риме сделался католиком, и ещё несколько раз после того менял веру.
В конце концов, при значительном содействии английского дипломата Ивана Гебдона, Тимошка Анкудинов был выдан шлезвиг-гольштейнским герцогом Фридрихом III русскому правительству Алексея Михайловича, изобличён как самозванец и казнён в Москве четвертованием. Предан был анафеме и включался в список анафематствуемых в Неделю православия вплоть до времён Павла I.
Будучи нестрогих моральных правил, Анкудинов, вне всякого сомнения, был неплохо образован и отличался литературными способностями. Один из первых русских поэтов, он сочинял силлабические вирши публицистического содержания, в которых всячески обличается московское правительство и воспеваются государи, приютившие его. Названия их говорят сами за себя: «Декларация московскому посольству», «Похвала турецкому султану», «На нынешнюю московскую власть», «На Филарета митрополита». Его указы и частные письма написаны достаточно изящным по тому времени литературным языком.
Неординарная личность Анкудинова, жизнь и деятельность которого недостаточно освещена в исторических документах, довольно рано привлекла к себе внимание как историков и писателей, так сторонников различных конспиративных теорий. В частности, обращалось внимание на его познания в астрологии, свободное владение греческим и латынью. Сам по себе факт выдачи замуж Вологодским архиепископом, происходившим из детей боярских, своей родной внучки за безродного стрелецкого сына издавна вызывал сомнения в «простонародном» происхождении самозванца, являвшегося, возможно, незаконнорождённым отпрыском некой знатной семьи. Обращалось внимание и на противоречивое отношение к Тимошке преследовавших его за границей царских властей, то настойчиво требовавших его выдачи, то предлагавших ему некие выгодные для него условия помилования и возвращения. Высказывалась даже гипотеза о существовании одновременно двух самозванцев или наличия у Анкудинова родного брата и т. п..

## Свидетельства современников
Адам Олеарий. «Описание путешествия в Московию» (1647):

«Во время пытки ему была представлена родная его мать — ныне монахиня; она, горько плача, жаловалась на его несчастье и увещевала его отказаться от своего безумия, признать истину и умолять царя о милости. Тимошка печально смотрел на неё, но представился, будто не узнаёт её… Хотя и приводили к нему для очной ставки многих прежних его добрых знакомых и друзей, бывших одновременно с ним писцами, хотя все они увещевали его признать правду, всё-таки он на все их речи, так как достаточно уже был уличён, отвечал молчанием. Его осмотрели и нашли, что он был обрезан. Его увели с места пытки и на другое утро опять привели сюда и допрашивали о некоторых пунктах. Он, однако, ни на один не желал ответить. Тогда его с пытки перевели на большую площадь перед Кремлём, прочли о его преступлениях и объявили приговор о нём: его велено было изрубить в куски. Его сейчас же раздели, разложили на земле, отрубили топором сначала правую руку ниже локтя, затем левую ногу ниже колена, потом левую руку и правую ногу и мгновенно затем голову; казнь он перенёс, не выражая страданий. Отрубленные куски тела были насажены на пять поставленных стоймя кольев и стояли так до следующего дня; туловище же осталось на земле между кольями и ночью было съедено собаками. На следующее утро оставшиеся кости туловища слугами палача были собраны, отрубленные куски вместе с кольями сложены в сани и всё это за городом брошено в яму для падали…»

## Упоминания в культуре
В хронологическом порядке
- Тимофей Анкудинов стал прообразом монаха Таисия из романа Алексея Чапыгина о второй половине XVII века «Гулящие люди» (1930—1937).
- Главный герой романа Вольдемара Балязина «Царский внук Тимошка Анкудинов».
- Тимофей Анкудинов является одним из главных действующих лиц романа Леонида Юзефовича «Журавли и карлики» (2009).
- Главный герой романа Евгения Шалашова «Десятый самозванец» (2013).
- Главный герой драмы Николая Баврина «Царь Тимошка» (Литературно-художественный журнал «Зарубежные задворки» № 3(45), март 2018, Дюссельдорф).